# Änglahund (sång)

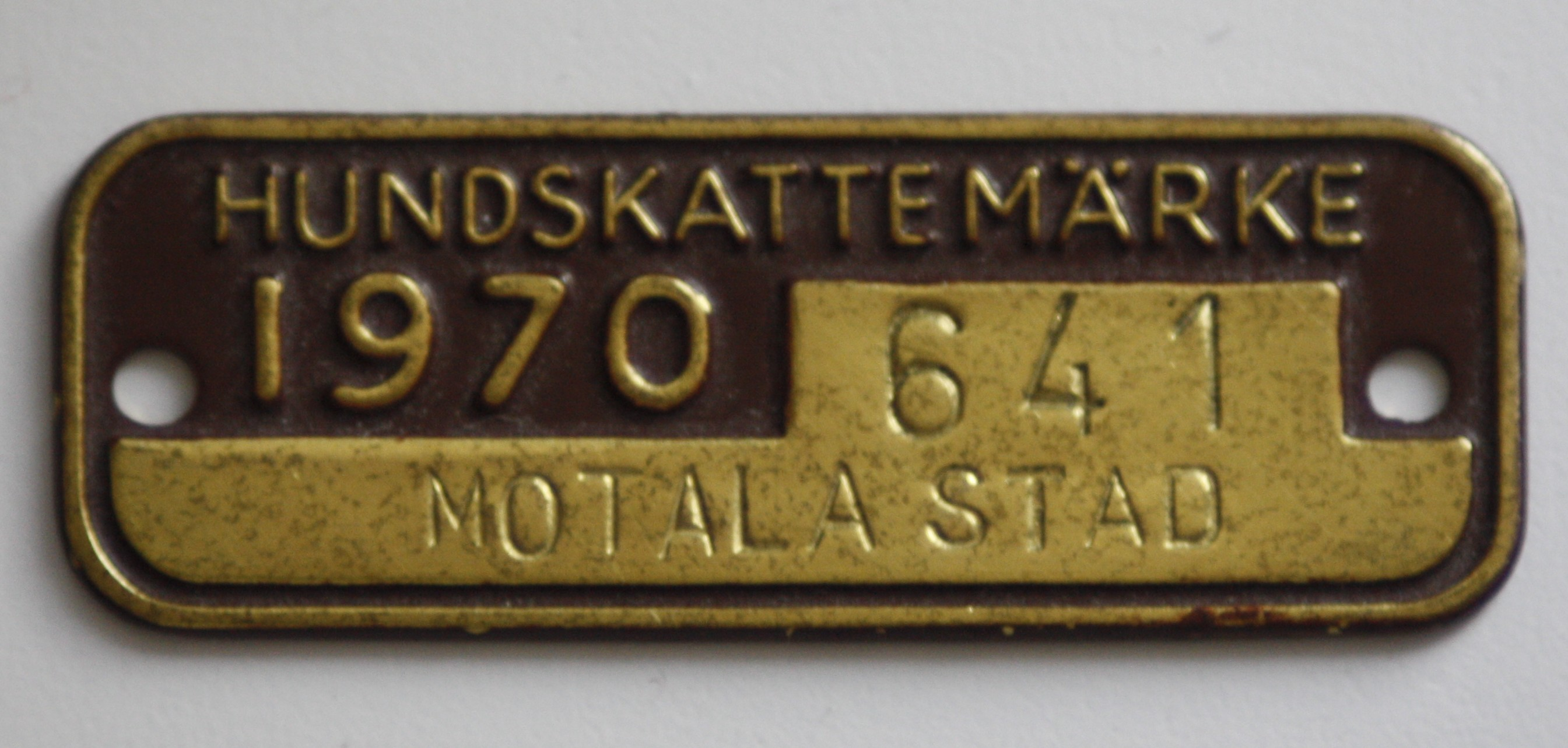
Sångtexten speglar en tid då hundskatt tillämpades i Sverige.

Änglahund är en sång skriven av Hasse Andersson, och inspelad av honom på album med samma namn 1982.
Den blev en stor framgång för honom, och sångtexten ställer sig frågan om man för Gud får ta med sig sin hund in i himlen när man dör. Han har också spelat in den med text på engelska, som Angel Buddy och som Hound from Hell med Mustasch.
Det berättas att sången diskuterades vid ett biskopsmöte, där de kyrkliga ledarna förundrades över hur en världslig visa om livet efter detta kunde få tusentals att lyssna, medan prästerna i kyrkan hade svårt att dra folk trots att man tog upp samma fråga.
Sångens textrad "och skatten är betald"... speglar en tid då hundskatt tillämpades i Sverige.

## Andra inspelningar
- I den svenska dubbningen av Don Bluth filmen Änglahund har man tagit bort den instrumentala musiken i sluttexterna och ersatt den med sången Änglahund sjungen av Hasse Andersson och barnkör.
- Det svenska dansbandet Vikingarna spelade in sången på sitt studioalbum "Kramgoa låtar 11" från 1983.[6] Deras inspelning används även i filmen Sune i fjällen från 2014.[7]
- Det svenska rockbandet Kenneth & the Knutters spelade in "Änglabåge" en egen version av sången, men istället för en hund sjunger de om en motorcykel.
- Den svenska musikern och väckelsepredikant Målle Lindberg spelade också in en cover på "Änglahund".
- Det svenska rockbandet Mustasch gjorde 2017 en inspelning på låten med svensk text i hårdocksstil som mellanakt i Melodifestivalen 2017 där Hasse Anderson var programledare. Sista versen är dock på engelska. De släppte den även som singel, först på svenska i februari och sedan på engelska (betitlad Hound from Hell) i december.

## Översättningar
Änglahund är översatt till danska av skivproducent Calle Sand och blev Teddy Edelmanns stora genombrott 1984. Titeln på den danska översättningen är Himmelhunden.
Den existerar också en norsk version med Håkon Banken.

## Publikation
- Barnens svenska sångbok, 1999, under rubriken "Gladsång och poplåt".